# Hjalmar Andersen
Hjalmar "Hjallis" Johan Andersen (12 de março de 1923 - 27 de março de 2013) foi um patinador da Noruega que conquistou três medalhas de ouro nos Jogos Olímpicos de Inverno de 1952 de Oslo, na Noruega. Ele foi o único triplo medalhista de ouro nos Jogos Olímpicos de Inverno de 1952 e, como tal, tornou-se o atleta de maior sucesso lá.
Apelidado de King Glad por seu famoso humor alegre, ele foi um dos esportistas mais populares da Noruega. Quatro estátuas dele foram erguidas durante sua vida; em Trondheim, Hamar, Rødøy e fora do Estádio Bislett em Oslo. Ele foi homenageado com um funeral às custas do estado.

## Primeiros anos
Andersen nasceu em Rødøy, uma ilha na costa de Nordland, na Noruega, de onde sua mãe era. Seu pai, que originalmente era de Hammerfest, era um contramestre. Enquanto Andersen ainda era criança, a família mudou-se para Lademoen, um bairro da classe trabalhadora em Trondheim, onde o esporte e a amizade eram uma parte importante da vida.
Ele começou a patinar com velocidade aos 10 anos de idade e se tornou membro do clube esportivo Falken. O clube fazia parte da Federação de Esportes dos Trabalhadores (AIF), e as primeiras competições em que ele participou foram pequenas competições locais organizadas pela AIF. Outros membros do clube foram Sverre Farstad e Henry Wahl; depois Andersen, Farstad e Wahl seriam conhecidos pelo apelido de The Falken Trio.
Após a ocupação alemã da Noruega em 1940, quando Andersen tinha 17 anos, todas as competições esportivas organizadas foram interrompidas como resultado do boicote esportivo contra o regime nazista. Como outros de sua geração, ele teve que esperar até o inverno de 1946 para retomar sua carreira esportiva.
Profissionalmente, ele começou a trabalhar como entregador em uma loja de esportes depois de completar o folkeskole aos 14 anos. Mais tarde, ele trabalhou como motorista de caminhão por vários anos. Em 1950, quando ele estava no auge de sua carreira de patinação de velocidade, ele abriu sua própria loja de esportes em Trondheim, que funcionou até 1960.

## Carreira

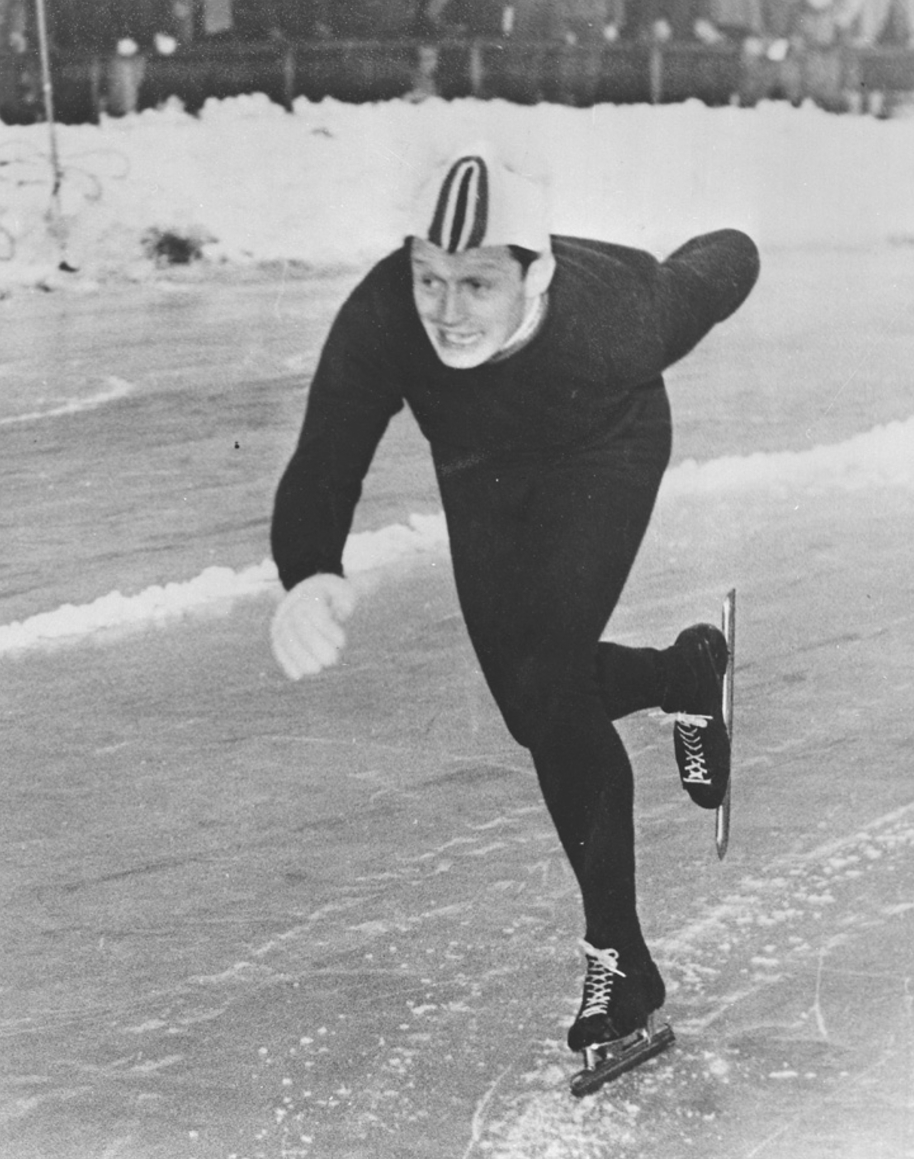
Hjalmar Andersen na década de 1950

Ele fez sua estreia internacional nos Jogos Olímpicos de Inverno de 1948 em St. Moritz, na Suíça, vencendo a corrida de qualificação para 1500 m, mas ele ainda não foi selecionado para a equipe norueguesa por essa distância. Ele foi selecionado para o 10 000 m equipe, mas por causa das terríveis condições de gelo, ele não terminou a corrida.
Durante o Campeonato Europeu em Davos, ele anotou um melhor pessoal em 2:16.4 em 1 500 me estabelecer um novo recorde mundial nos 10 000 m com 16:57,4. Ele ficou em segundo lugar no campeonato.
Andersen foi o melhor patinador do mundo no período de 1950 a 1952. Em cada um desses três anos, ele se tornou Campeão Mundial de Todo-o-Terreno, fazendo dele um dos únicos cinco patinadores do sexo masculino que conquistaram este título em três anos consecutivos - os outros quatro sendo Oscar Mathisen (1912-1914), Ard Schenk (1970-1972), Eric Heiden (1977–1979) e Sven Kramer (2007–2010). Naqueles mesmos anos, 1950-1952, ele também foi campeão europeu geral e norueguês campeão mundial, vencendo, assim, o "triplo" (campeonatos mundiais, europeu e nacional) por três anos consecutivos. Além disso, ele também estabeleceu três recordes mundiais nesses três anos.
Um evento notável em sua carreira foi o Campeonato Europeu em 1951 no Estádio Bislett. O patins de velocidade era imensamente popular na Noruega na época e 25 000 pessoas aplaudiram os patinadores durante o evento de dois dias. O rei Haakon VII esteve presente no evento.
Durante o evento, Andersen venceu as três primeiras distâncias e foi o favorito para se tornar campeão geral antes dos 10 000 metros. Após 11 voltas, no entanto, Andersen caiu. Ele tentou continuar, mas um de seus patins havia sido danificado e ele foi retirado da pista. A queda de Andersen foi logo ligada a um flash usado pelo fotógrafo Johan Brun de Dagbladet no momento da queda. Foi decidido deixar Andersen correr os 10.000 metros pela segunda vez, enquanto um júri deveria considerar se a segunda corrida deveria realmente contar. Enquanto isso, Brun correu para Dagbladet para desenvolver seu filme. Ele voltou com a foto que havia tirado quando a queda aconteceu. Isso mostrou que Andersen estava com os olhos fechados na época. O júri concluiu que o flash cegou Andersen. O resultado de sua segunda corrida de 10 000 metros tornou-se oficial e ele venceu os 10 000 metros e o campeonato geral. Brun e Andersen tiveram contato amigável mais tarde na vida. Brun afirmou que o flash eletrônico que ele usou não poderia cegar Andersen, e acredita que o júri cometeu um erro devido à falta de conhecimento dos equipamentos fotográficos.
Em uma patinação internacional entre a Noruega e o resto do mundo em Hamar, em 10 de fevereiro de 1952, Hjalmar Andersen estabeleceu um recorde mundial nos 10 000 metros com o tempo de 16:32.6. Foi a primeira vez que um patinador de velocidade levou menos de 40 segundos para completar todas as voltas nos 10 000 metros, e foi considerado um incrível recorde mundial. Na Noruega, o recorde alcançou status lendário, e é frequentemente referido como o recorde esportivo mais conhecido de todos os tempos. O recorde permaneceu por oito anos, até Kjell Bäckman quebrá-lo.
O registro gerou enorme interesse em Andersen nos Jogos Olímpicos de Inverno de 1952, iniciados em Oslo, uma semana depois. Em 17 de fevereiro, Andersen ganhou sua primeira medalha de ouro olímpica nos 5 000 metros, com um novo recorde olímpico. No dia seguinte, ele ganhou ouro nos 1 500 metros e encerrou a competição estabelecendo um novo recorde olímpico ao vencer os 10 000 metros em 19 de fevereiro. Os três dias de competições de patinação foram assistidos por 75 000 espectadores entusiasmados.
Andersen parou de patinar depois das Olimpíadas de 1952, mas foi convencido a tentar novamente em 1954. Ele se tornou campeão norueguês pela quarta vez e venceu os 5 000 m e 10 000 m no Campeonato Europeu de Davos, na Suíça, naquele ano, ganhando prata na classificação geral. Ele se classificou para as Olimpíadas de 1956 e ficou em sexto lugar nos 10 000 m.
Durante sua carreira, ele estabeleceu quatro recordes mundiais. Seus 10 000 O recorde mundial em 1949 (16:57.4) foi o primeiro recorde mundial oficial abaixo de 17 minutos para a distância. Como era patinado fora da Noruega, não contava como um recorde nacional norueguês, do qual Andersen estabeleceu oito durante sua carreira no skate. Andersen representou a Sportsklubben Falken (Falcon do Clube Esportivo) em Trondheim.

## Últimos anos
Depois de terminar sua carreira como patinador, Andersen mudou-se para Tønsberg. Além de seus triunfos na patinação, Andersen também foi um grande ciclista em nível nacional e recebeu o Egebergs Ærespris em 1951 por suas realizações no patinação de velocidade e no ciclismo.  
Ele iniciou uma longa e alegre carreira no "serviço de assistência social à navegação comercial", com o qual trabalhou até atingir a idade de aposentadoria em 1990.
Ganhando o apelido "Kong Glad" (inglês: King Happy) e conhecido por seu senso de humor, ele era um orador popular. Ele também publicou vários livros, em parte memórias de sua carreira esportiva e em parte histórias humorísticas.
Ele recebeu a Ordem do Mérito Real de ouro em 1998 e o Prêmio de Honra em Idrettsgallaen junto com Knut Johannesen em 2013, apenas dois meses antes de sua morte.

## Vida pessoal

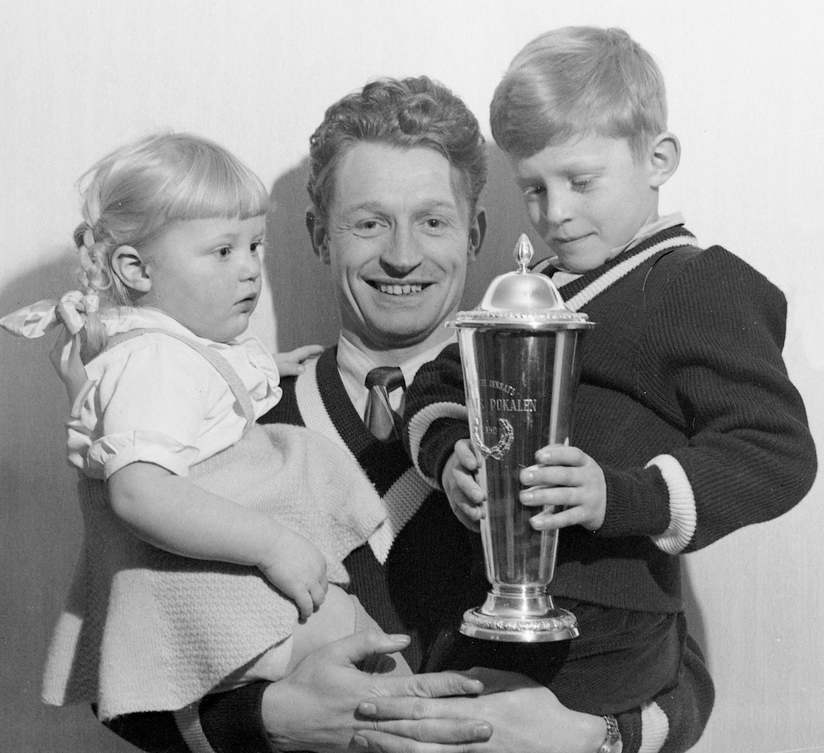
Andersen com crianças em 1952

Andersen se casou com sua namorada adolescente, Gerd, e eles viveram juntos até que ela morreu em 2004. Eles tiveram três filhos.

## Morte e funeral
Em 25 de março de 2013, Andersen sofreu uma queda grave em sua casa em Tønsberg, na Noruega, foi levado às pressas para o hospital e nunca recuperou a consciência. Ele morreu dois dias depois, em 27 de março, duas semanas após seu aniversário de 90 anos. Seus sobreviventes incluem três filhos e o neto Fredrik van der Horst, um patinador que representou a Noruega nos Jogos Olímpicos de Inverno de 2010 em Vancouver, British Columbia.
O governo norueguês decidiu que Hjalmar Andersen deveria ser homenageado com um funeral às custas do estado. O terceiro atleta a receber essa honra desde 1998.
O primeiro-ministro Jens Stoltenberg afirmou que “Hjalmar Andersen se tornou uma lenda do esporte no momento em que a patinação de velocidade fazia parte da identidade norueguesa e se envolveu no trabalho dos marinheiros no momento em que o transporte de navios estava entrelaçado com a alma do país. Dessa forma, 'Hjallis' contribuiu para formar a Noruega do pós-guerra de maneira importante e conquistou um lugar enorme no coração de várias gerações de noruegueses”.
A cerimônia fúnebre na Catedral de Tønsberg, em 4 de abril de 2013, contou com a presença do rei Harald V e do primeiro-ministro da Noruega, Jens Stoltenberg, que fez um discurso.

## Medalhas e recordes
Uma visão geral das medalhas conquistadas por Andersen em importantes campeonatos em que ele participou, listando os anos em que ganhou cada:
| Campeonatos           | Medalha de ouro                            | Medalha de prata | Medalha de bronze |
| Olimpíadas de Inverno | 1952 (1500 m) 1952 (5000 m) 1952 (10000 m) | -                | -                 |
| World Allround        | 1950 1951 1952                             | -                | -                 |
| Europe Allround       | 1950 1951 1952                             | 1949 1954        | -                 |
| Norwegian Allround    | 1950 1951 1952 1954                        | -                | 1949 1956         |

Ao longo de sua carreira, Andersen patinou quatro recordes mundiais:
| Disciplina | Tempo   | Encontro                | Localização |
| ---------- | ------- | ----------------------- | ----------- |
| 10.000 m   | 16.57,4 | 6 de fevereiro de 1949  | Davos       |
| 5000 m     | 8.07,3  | 13 de janeiro de 1951   | Trondheim   |
| 10,000 m   | 16.51,4 | 27 de janeiro de 1952   | Gjøvik      |
| 10,000 m   | 16.32,6 | 10 de fevereiro de 1952 | Hamar       |

Fonte: SpeedSkatingStats.com

#### Recordes noruegueses
| Evento            | Resultado | Encontro                | Local     |
| ----------------- | --------- | ----------------------- | --------- |
| Grande combinação | 193.940   | 29 de janeiro de 1950   | Trondheim |
| Grande combinação | 192,708   | 12 de fevereiro de 1950 | Oslo      |
| 5000 m            | 8:13.8    | 4 de março de 1950      | Gjøvik    |
| 5000 m            | 8:07.3    | 13 de janeiro de 1951   | Trondheim |
| Grande combinação | 190,707   | 14 de janeiro de 1951   | Trondheim |
| 10000 m           | 17:00.1   | 20 de janeiro de 1952   | Oslo      |
| 10000 m           | 16:51.4   | 27 de janeiro de 1952   | Gjøvik    |
| 10000 m           | 16:32.6   | 10 de fevereiro de 1952 | Hamar     |

Note que nos dias em que Hjalmar patinava, um recorde norueguês só podia ser praticado na própria Noruega, então seu recorde mundial em Davos também não podia se tornar um recorde norueguês.

#### Recordes pessoais
Para colocar esses registros pessoais em perspectiva, a coluna WR lista os registros mundiais oficiais nas datas em que Andersen analisou seus registros pessoais.
| Evento  | Resultado | Encontro                | Local             | WR      |
| ------- | --------- | ----------------------- | ----------------- | ------- |
| 500 m   | 43.7      | 13 de janeiro de 1951   | Trondheim-Stadion | 41.8    |
| 1000 m  | 1:30.6    | 2 de fevereiro de 1954  | Davos             | 1:28.4  |
| 1500 m  | 2:16.4    | 6 de fevereiro de 1949  | Davos             | 2:13.8  |
| 3000 m  | 4:49.6    | 30 de janeiro de 1954   | Davos             | 4:40.2  |
| 5000 m  | 8:06.5    | 29 de janeiro de 1956   | Lagua Misurina    | 7:45.6  |
| 10000 m | 16:32.6   | 10 de fevereiro de 1952 | Hamar-Stadion     | 16:51.4 |

## Classificação como patinador de velocidade
Andersen teve uma pontuação final no Adelskalender de 187 446 pontos. Ele ocupou o primeiro lugar no Adelskalender por 708 dias entre 1952 e 1954.

## Prêmios
- Medalha de ouro de Morgenbladets, 1949
- Egebergs Ærespris, 1951
- Fearnleys olympiske ærespris, 1952
- Desportista norueguês do ano, 1952
- Olavstatuetten (concedido por Adresseavisen), 1976
- Ordem do Mérito Real em ouro, 1998
- O Prêmio de Honra em Idrettsgallaen, 2013

## Livros
- Hjalmar Andersen: Harde løp (1951). Auto-publicado.
- Hjalmar Andersen: Siste runde (1952). Norsk idrettsforlag.
- Hjalmar Andersen e Sverre E. Mortensen: Hva idretten ga meg (1983). Gyldendal Norsk Forlag. ISBN 9788205147720
- Hjalmar Andersen e Sverre E. Mortensen: Medaljens bakside (1985). Gyldendal Norsk Forlag. ISBN 9788205153578
- Hjalmar Andersen: Den gode, gamle, gale istida (1989). Det Norske Samlaget. ISBN 9788252134438
- Hjalmar Andersen e Knut-Anders Løken: Gull og glis (1990) Det Norske Samlaget. ISBN 9788252136425